# ワンコインバス・いさば号

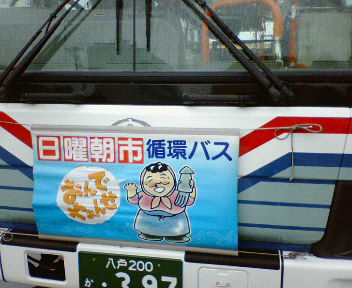
ワンコインバス・いさば号であることを示す垂れ幕

ワンコインバス・いさば号（ワンコインバス・いさばごう）は、青森県八戸市内の各地にて開催している日曜朝市を循環する、ワンコインバス。正式路線名は「日曜朝市循環バス」で八戸市営バスが運行する。

## 運行期間・本数
- 4月上旬 - 11月下旬の毎週日曜日のみ、早朝時間帯の全4往復。
  - 2011年度は、7月3日 - 11月27日に運行。
  - 日曜・祝日ダイヤが設定されている祝日でも、日曜日と重ならない祝日については運休となる。

## 運行経路
※2011年4月3日改正
- 往路
  - 十三日町 - 八戸中心街ターミナル（三日町(1番のりば)） - 八戸中心街ターミナル（八日町(2番のりば)） - 二十八日町 - NTT前 - 下組町 - 栄町 - 大町一丁目 - 大町二丁目 - 上左比代 - 新丁 - 小中野 - 柳町 - 湊本町 - 新湊二丁目 - 舘鼻漁港前

- 復路
  - 舘鼻漁港前 - 漁港通 - 陸奥湊駅前 - 柳町 - 小中野 - 新丁 - 上左比代 - 大町二丁目 - 大町一丁目 - 栄町 - 下組町 - NTT前 - 下大工町 - 八戸中心街ターミナル（朔日町(4番のりば)） - 八戸中心街ターミナル（六日町(5番のりば)） - 十六日町 - 十三日町（ - 八戸中心街ターミナル（八日町））

### 運行終了経路
※2010年度まで（運行終了区間のみ掲載）
- 往路
  - 十三日町 - 八戸中心街ターミナル（三日町(1番のりば)） - 長横町 - 新長横町 - 東高校通 - 吹上 - 血液センター前 - 鍛冶町 - 十三日町（ - 舘鼻漁港前方面へ）

- 復路
  - （舘鼻漁港前方面から - ）八戸中心街ターミナル（朔日町(4番のりば)） - 長横町 - 新長横町 - 東高校通 - 吹上 - 血液センター前 - 鍛冶町 - 十三日町 - 八戸中心街ターミナル（三日町）

## 運行予定時刻
詳細な時刻については#外部リンクを参照。
往路の所要時間は標準26分、復路の所要時間は標準21分・八戸中心街ターミナル（三日町）行きは標準23分。

## 沿革

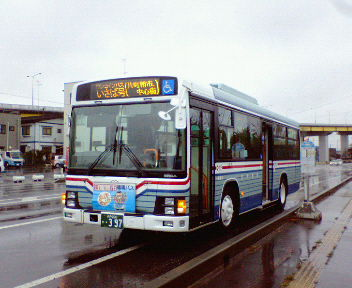
ワンコインバス・いさば号運用の一例（舘鼻漁港前停留所にて）

- 2004年9月19日　運行開始（同年11月28日まで）。
- 2005年4月3日　平成17年度の運行開始（同年11月27日まで）。
- 2006年4月2日　平成18年度の運行開始（同年11月26日まで）。
- 2007年4月1日　平成19年度の運行開始（同年11月25日まで）。
- 2008年4月1日　平成20年度の運行開始（同年11月30日まで）。
- 2009年4月5日　平成21年度の運行開始（同年11月29日まで）。
- 2010年4月4日　平成22年度の運行開始（同年11月28日まで）。
- 2011年4月　片町朝市の終了に伴い、中心街～吹上～鍛冶町～中心街間のルートを区間廃止[1]。ただし、2011年度は東北地方太平洋沖地震（東日本大震災）の発生などの事情により、運行開始予定だった4月3日の当初予定を当面見合わせることを決定[2][3]。
- 2011年7月3日　延期されていた平成23年度の運行開始（同年11月27日まで）[4]。

## その他
- 運賃後払い制の後乗り前降り。
- 運賃は均一100円。定期券・八戸市営バス一日乗車券・八戸市福祉乗車証（はつらつ共通バス券・ほほえみ共通バス券）・八戸えんじょいカードの利用も可能。但し、回数券・まちなか共通駐車券「おんでカード」は使用できない。
- 運行経路上に並行する他の路線バスでは通常運賃となる。
- 毎年5月に開催される「八戸うみねこマラソン全国大会」開催時は交通規制により全便運休する[5]